# إبراهيم المزند
إبراهيم المزند (من مواليد 31 ديسمبر 1967 في الصويرة، المغرب) هو مدير ثقافي مغربي ومدير مهرجانات الموسيقى العالمية، يعمل على تطوير الأنشطة الموسيقية الشعبية في جميع أنحاء العالم، ويركز على الثقافة المغربية والإفريقية، وهو المدير المؤسس لمنظمة الإدارة الثقافية أنيا التي تروج للأنشطة الثقافية المغربية والإفريقية والأمازيغية، شغل منصب المدير الفني لمهرجان تيميتار للموسيقى العالمية في أكادير، ويشغل منصب المدير المؤسس لـ Visa for Music، وهو أول مهرجان وسوق احترافي للموسيقى في إفريقيا والشرق الأوسط.

## حياة مهنية
مع أكثر من خمسة وعشرين عامًا من الخبرة في العالم الثقافي المغربي، أصبح بارزًا للترويج للموسيقى العالمية وكذلك لتنظيم الأحداث الفنية والثقافية الكبرى على المستوى الدولي. وعمل كعضواً في لجنة تحكيم الأحداث الثقافية في إفريقيا وأوروبا وآسيا الوسطى وجنوب شرق آسيا وأمريكا الجنوبية، واستضاف مؤتمرات واجتماعات وإقامات فنية ومشاريع ثقافية في أكثر من 50 دولة حول العالم.، وفي عام 2009، دُعي لإدارة دورة الألعاب الفرانكوفونية السادسة في بيروت، وأيضًا في نسخة 2013 من الألعاب في نيس، ولنسخة 2017 في أبيدجان. وعمل كمستشار لليونسكو في مجالات السياسة الثقافية والصناعات الإبداعية.

## أنشطة

### الفعاليات والشبكات الثقافية
بدأ إقامات فنية في العديد من البلدان والمناطق حول العالم على مدى اكثر من 25 عاماً، وشارك في إنشاء عشرات الألبومات ومئات الحفلات الموسيقية في المهرجانات والأماكن في عدة بلدان. وهو المدير الفني لمهرجان تيميتار للموسيقى العالمية، الذي تم إنشاؤه عام 2004 في أكادير؛ وأصبح هذا المهرجان، المخصص بشكل أساسي للثقافة الأمازيغية، أحد الأحداث الهامة للاحتفال بالتقاليد الموسيقية الإفريقية، وفي نسخته السابعة عشرة عام 2022، حضر المهرجان أكثر من 380 ألف متفرج.